# القراءة الصامتة المستمرة

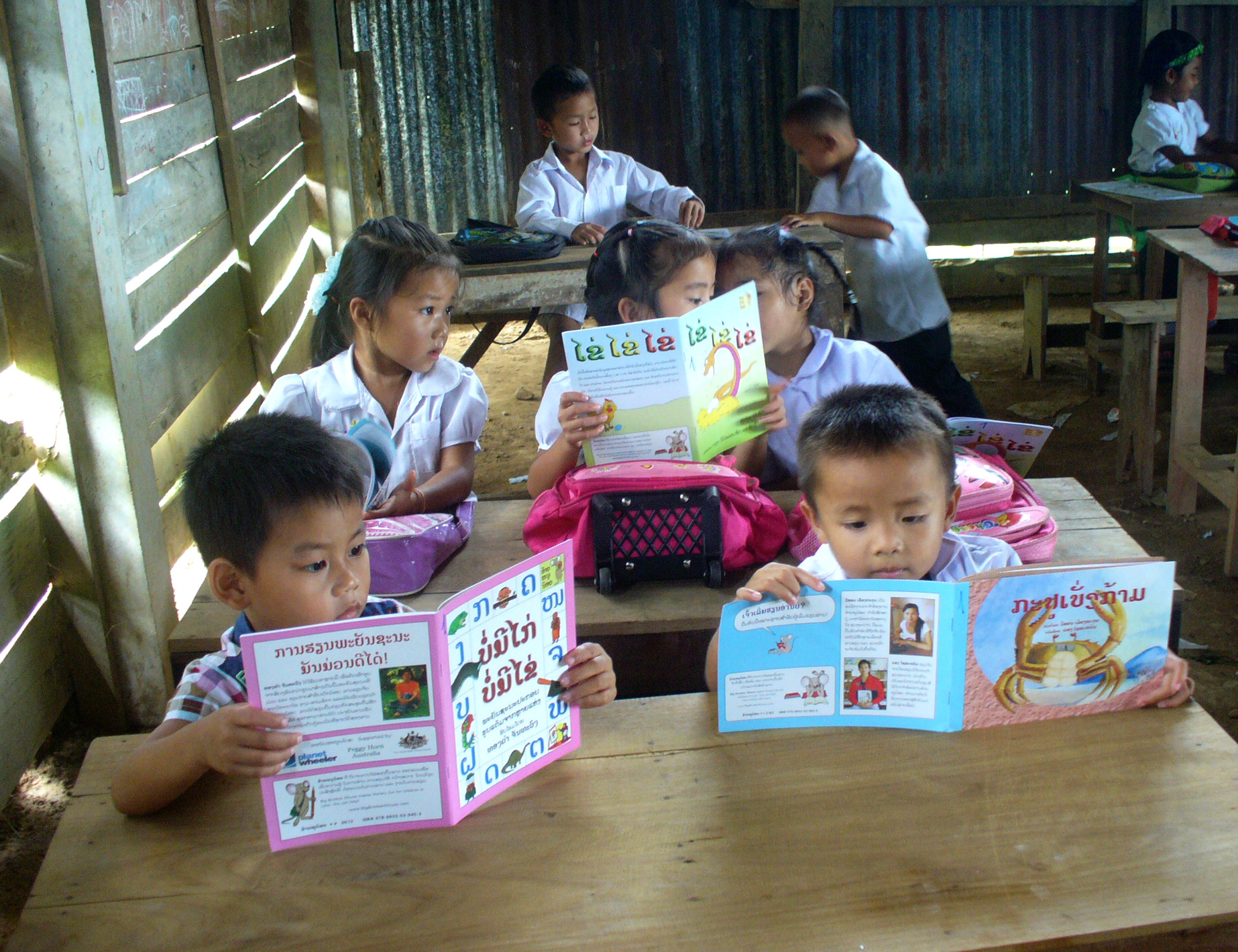
أطفال في مدرسة لاو الابتدائية في اليوم الأول من برنامج القراءة الصامتة المستمرة. هذه القرية تقع في مقاطعة كاسي في لاوس وهي الموقع الأول لبرنامج القراءة الصامتة المستمرة. أنشأتها شركة Big Brother Mouse وهي شركة غير ربحية تنشر وتوزع الكتب للتشجيع على القراءة ومحو الأمية، مع التركيز على الكتب السهلة والممتعة التي يتوق الأطفال إلى قراءتها.

## القراءة الصامتة المستمرة
تعد القراءة الصامتة المستمرة شكل من أشكال القراءة الترفيهية المدرسية أو القراءة الحرة، حيث يقرأ الطلاب بصمت في فترة زمنية محددة كل يوم في المدرسة. السبب الرئيسي للقراءة الصامتة المستمرة هو أن الطلاب يتعلمون القراءة عن طريق القراءة باستمرار. تمكَن النماذج الناجحة لهذا الشكل من القراءة الطلاب عادةً من اختيار كتبهم ولا يلزم اختبارًا يحدد فهم الطالب للكتب التي قرأها أو تقديم تقاريرًا عنها. نفذت المدارس هذا النشاط تحت شعارات متنوعة، مثل «اترك كل شيء واقرأ (DEAR) drop everything and read»، و«قراءة حرة دون انقطاع (FUR) uninterrupted free reading»، أو «القراءة الصامتة المستمرة بلا انقطاع (USSR) Sustained silent reading uninterrupted».

## قيمة القراءة الصامتة المستمرة

### ــ وجهة نظر المؤيدين
تبيّن بأن القراءة الصامتة المستمرة تفيد العديد من مجالات القراءة والكتابة وذلك وفقاً للمؤيدين فعلى سبيل المثال ستيفن كراشيين. اطَلع كراشين على عدد كبير من الدراسات لمعرفة النتائج التي أيدتها الأدلة التجريبية، حيث وجد أنه فيما يتعلق بفهم القراءة، فإن القراءة الصامتة المستمرة ناجحة. إذ أكدت 51 من 54 دراسة أن الطلاب في برنامج القراءة الصامتة المستمرة أثبتوا ذلك، أو كانوا أفضل من الطلاب الآخرين في هذا المجال. إذ تعتبر القراءة الصامتة المستمرة الأكثر نجاحاً إذا اُستخدمت لفترة طويلة.
علاوة على ذلك، أنتجت عملية القراءة الصامتة المستمرة عادة القراءة بعد عدة سنوات من المشاركة في أحد البرامج. وأفاد الطلاب في قراءتهم بشكل أكبر. وجدت إحدى الدراسات أن جلسة واحدة لهذا النشاط كانت كافية لتغيير الأفكار حول القراءة، حيث تشمل التأثيرات طويلة المدى لمفردات أفضل، ومهارات أفضل في الكتابة، وهجاء أفضل، ومعرفة أكبر بالأدب، والعلوم، و«المعرفة العملية».
أثبتت العديد من الدراسات أن الأطفال في الأحياء الفقيرة كانوا يواجهون صعوبة في الوصول للمكتبات، وأغلبية الكتب المتوفرة لهم ليست الكتب التي يريدون قراءتها. غالب الكتب الحائزة على جوائز لا تحظى بشعبية كبيرة لدى الأطفال بعكس الكتب الهزلية التي لا تتوفر في المكتبات كثيراً لكنها تحظى بشعبية لدى العديد من الأطفال، وقد وُجد أن قراءة القصص المصورة تحفز على قراءة الكتب الأخرى.
أفادت ثلاث دراسات بأن تقديم المكافآت للقراءة لا يحسن من تطويرها، إذ يعتقد كراشين أن السبب في ذلك هو أن وجود مكافأة يجعل النشاط عملاً مملاً لدى الطلاب وغير ممتع. لاحظ المعلمون في دراستين سابقتين مشاكل أقل في الانضباط عند اتباع برنامج القراءة الصامتة المستمرة. يشير المؤيدون أيضًا إلى أن الطلاب في برامج القراءة الصامتة المستمرة لديهم نتائج أكثر إيجابية تجاه القراءة من الطلاب الذين لا يشاركون فيها.

## تحليل لائحة القراءة الوطنية لدراسات القراءة الصامتة المستمرة
قامت لجنة القراءة الوطنية في الولايات المتحدة الأمريكية بتحليل جميع الدراسات شبه التجريبية والتجريبية لعملية القراءة الصامتة المستمرة وتحدت هذا الادعاء بقولها أن هذه العملية لها تأثيرات إيجابية. كما ذكرت اللجنة أن الأدبيات كانت تحتوي على أعداد غير كافية من الدراسات شبه التجريبية أو التجريبية على عملية القراءة الصامتة المستمرة، للتحقق من استخدامها كممارسة تعليمية سليمة. ولاحظت اللجنة أيضا أن عدم وجود أدلة كمية ليس دليلا ضد هذه الممارسة في حد ذاتها وأوصوا بمزيد من الدراسة للعملية.
يعد جيم تريلز واحد من المؤيدين لعملية القراءة الصامتة المستمرة الذين عارضوا حيادية هذه النتائج. ويشير جيم إلى أن لجنة القراءة الوطنية ضمنت 14 اختبارًا بحثيًا فقط في الملخص من أصل 54 دراسة أشار إلى أنه قد تم استخدامها. حيث قام طلاب برنامج القراءة الصامتة المستمرة في 10 دراسات استخدمتها لجنة القراءة الوطنية بنفس أداء الطلاب الآخرين، وفي 4 دراسات كان أداء طلاب القراءة الصامتة المستمرة أفضل.
ومع ذلك، يجادل البعض أن برنامج اللجنة الوطنية للقراءة ليس متحيز على الإطلاق. إذ لم يشمل سوى الدراسات التي يمكن التحقق منها مع تصاميم علمية موثوقة. يقدم البرنامج مبادئ توجيهية صارمة للدراسات التي سيشملها. على سبيل المثال، لم يحتوي البرنامج على دراسات بدون مجموعات تحكم تبين حقيقة أنه يتكون من 14 دراسة فقط لعملية القراءة الصامتة المستمرة وأن الدراسات الأخرى لم تكن ذات مصداقية علمية.
كان أداء طلاب القراءة الصامتة المستمرة في المجموعة الكاملة المكونة من 25 دراسة أفضل. وسجل الطلاب أسوأ أداء فقط في الدراسات التي تكون ذات مدة قصيرة بمعنى أنها أقل من 7 أشهر. وكان أداء الطلاب نفسهم في الدراسات التي استمرت سنة أو أكثر أفضل إذ حصلوا على 8 من 10 دراسات، ولم يكن هناك فرق في الدراستين السابقتين. وجد برنامج اللجنة الوطنية للقراءة أن معظم دراسات القراءة الصامتة المستمرة غير مفيدة والعديد من الدراسات كانت ببساطة مرتبطة ببعضها البعض وبالتالي، فإن 14 دراسة فقط اتبعت بالفعل إرشادات يمكن أن تجعلها ذات دلالة إحصائية.
يتساءل تريلز «من أين تأتي المشاعر السلبية للقراءة الصامتة المستمرة؟»، «ربما من الأشخاص الرائعين الذين يصنعون كل هذه الكتب المدرسية، وأوراق النتائج التي لا يمكن شراؤها واستخدامها في الفصل الدراسي خلال الوقت الذي كان الطلاب يتراخون ويتساهلون فيه حول قراءة الكتب والمجلات والصحف والحصول على ما يكفي من القراءة عند الحاجة حتى أقل من تلك الأوراق التي يشترونها في العام المقبل». هناك بعض الدعم لهذه الحجة: تم نشر مدونة لأربعة مصنفات بعنوان «لماذا لا تفيد القراءة الصامتة المستمرة» بسعر 89.99 دولارًا لكل منها.
ومع ذلك، وُجد أن عملية القراءة الصامتة المستمرة غير فعالة من برنامج اللجنة الوطنية للقراءة، وليس من قبل شركات النشر.

## ممارسات القراءة الصامتة المستمرة
ارتبطت مجموعة من الممارسات بعملية القراءة الصامتة المستمرة، إذ يقترح بعض المؤيدين أن توافر نصوص متعددة المستويات، والنصوص ذات الفائدة العالية، والإدراك بقراءة المجتمع ذات أهمية خاصة.

## القراءة الحرة
القراءة الحرة أو القراءة الترويحية المرتبطة بفرضية الفهم هي نظرية تعليمية تقول إن الكثير من الطلاب في يمكن تشجيعهم بمنحهم الوقت لقراءة ما يريدون دون اتخاذ الكثير من التدابير التقييمية معهم، القراءة الصامتة المستمرة هي طريقة لتنفيذ القراءة الترفيهية أو الترويحية.

## في الثقافة الشعبية
كان للقراءة الصامتة المستمرة دورًا هامًا في سلسلة كتب رامونا كيمبي لكتب الأطفال بقلم بيفرلي كليري، والتي تستخدم فيها رامونا الصغيرة مهمتها عذراً لعدم التحدث إلى طفل مزعج أصغر سناً. (من قرأ سلسة رامونا كيمبي للأطفال سيفهم ما ذكره الكاتب).